# Barat Şəkinskaya
Barat Həbib qızı Şəkinskaya (ur. 28 czerwca 1914 w Şuşy, zm. 14 stycznia 1999 w Baku) – aktorka azerska.

## Życiorys
Pochodziła z rodziny pisarza i dramaturga Əbdürrəhima bəya Haqverdiyeva. W wieku 13 lat zadebiutowała na scenie w Gandży, występując w przedstawieniach żeńskiego kółka teatralnego.
W latach 1935-1978 występowała w Azerbejdżańskim Akademickim Teatrze Dramatycznym w Baku. Była pierwszą aktorką azerską, która występowała w rolach mężczyzn (w 1934 wystąpiła w roli Napoleona Bonaparte). W 1935 występowała w audycjach radiowych dla dzieci.
W filmie zadebiutowała w 1955 roku rolą Şövkət w komedii Spotkanie (reż. Tofiq Tağızadə). Zagrała w ośmiu filmach fabularnych.
W 1949 roku została uhonorowana tytułem Ludowej Artystki Azerbejdżańskiej SRR.

## Role filmowe
- 1955 – Spotkanie jako Şövkət;
- 1956 – Nie ta, tylko tamta jako Sənəm;
- 1961 – Dziwna historia (krótkometrażowy) jako Tükəzban;
- 1962 – Telefonistka jako matka Zakira;
- 1978 – Mężczyzna w domu jako matka Rövşəna;
- 1980 – Jego uboga miłość jako babka.